# Blitar (Sukorejo)
Blitar is een bestuurslaag in het regentschap Blitar van de provincie Oost-Java, Indonesië. Blitar telt 4037 inwoners (volkstelling 2010).